# Беллона (роман)
«Беллона» — книга Бориса Акунина, написанная под псевдонимом Анатолий Брусникин. Под одной обложкой объединены, по сути, два отдельных романа: «Фрегат „Беллона“» и «Чёрная». События обеих частей разворачиваются во время Крымской войны в осаждённом Севастополе. Книга завершает серию «Авторы», в рамках которой Акунин публиковал свои произведения от лица выдуманных писателей.

## История создания
При создании произведения Акунин руководствовался двумя новыми для себя целями: написать «просто исторический роман», без детективной интриги; «попробовать на зуб» почвенническое, славянофильское видение мира. При этом изначально книгу он планировал назвать «Практическое пособие по конструированию романтического дискурса с последующей его деконструкцией».

## Содержание
Первая часть книги, как заверяет сам автор, «подростковая», про пушки и паруса, вторая — «взрослая». Их объединяют общий фон, «сквозные герои», и, наконец, «главный персонаж» — богиня войны Беллона.
Главный герой и рассказчик первой части — Герасим Илюхин, мальчик-юнга с фрегата «Беллона», встретивший на берегу свою первую любовь (Диану). Роман, описывающий события начала войны, затрагивает темы «романтической любви и настоящей мужской дружбы».
Вторая часть — «Чёрная» — история английского «шпиона Лекса и его обретённой любви Агриппины». Роман повествует о последних днях осады Севастополя. Сюжетная линия переплетена с судьбами героев первой части.

## Персонажи
- Платон Платонович Иноземцов — капитан второго ранга, капитан фрегата «Беллона», русский
- Герасим Илюхин — сирота, волею судеб оказавшийся в пекле Крымской войны, русский матрос
- Джанко — индеец из североамериканского племени помо, состоящий при капитане, талисман фрегата «Беллона»
- Агриппина Львовна Ипсиланти (Иноземцова) — воспитательница Морского пансионата, после начала Крымской войны — сестра милосердия, русская
- Диана Короленко — сирота, воспитанница Агрипинны Львовны, дама сердца Герасима, русская
- Девлет Аслан-Гирей — штабс-капитан, начальник контрразведки Севастополя, крымский татарин
- Александр Бланк (Лекс) — шпион, работающий на английскую разведку, русский

## Критика
По мнению Вадима Нестерова (Газета.ру), «Беллона» Брусникина в чём-то напоминает пародию на «раннего» Акунина:

…налицо едва ли не весь набор фирменных фишек фандоринского цикла. Тут тебе и выросший на улице мальчишка-сирота, взятый на воспитание «особенным человеком», и засланный во время боевых действий «идейный» шпион противника, достойнейший соперник, и экзотический слуга, отдающий хозяину пожизненный долг за спасение своей жизни. Разве что не японец на сей раз, а краснокожий индеец. И даже без детектива уже не обошлось.— Статья В. Нестерова в «Газета.ру» (от 23.01.2012)
Лиза Новикова (Известия), говоря об отсутствии в книге какой-либо интриги, в то же время, проводит определённые параллели между «Беллоной» и «Севастопольскими рассказами» Л. Н. Толстого. Описывая характер «загадочного Лекса» из второго романа, автор статьи так резюмирует «тривиальные помыслы» героя: «Ненависть к тупому, жестокому, гнусно устроенному, рабьему государству. И жалость к безответной, нелепой и неожиданно родной, до мурашек родной стране».

## Выход книги и раскрытие имени автора
Выход книги по времени совпал с раскрытием имени «настоящего» автора «Беллоны». Книга, вышедшая 21 января 2012 года, содержала на обложке имена Бориса Акунина и Анатолия Брусникина. За десять дней до её появления писатель в своём блоге признал, что издал несколько произведений под псевдонимами Анна Борисова и Анатолий Брусникин.

## Экранизация
В 2012 году сообщалось, что роман «Фрегат „Беллона“» будет экранизирован Джаником Файзиевым, намеревавшимся работать над сценарием совместно с Акуниным.
Борис Акунин выразил сомнение, что вторая часть книги будет экранизирована, назвав её «взрослой», в отличие от первой — «подростковой, очень славной и пушистой: про паруса и пушки, романтическую любовь и мужскую дружбу».

## Аудиокнига
В 2011 году вышла аудиокнига, текст читал Сергей Чонишвили.